# فولكو لولي
فولكو لولي (بالإيطالية: Folco Lulli)‏ (و. 1912 – 1970 م) هو مخرج أفلام، وكاتب سيناريو، وممثل أفلام، ومقاوم عسكري إيطالي، ولد في فلورنسا، توفي في روما، عن عمر يناهز 58 عاماً، بسبب نوبة قلبية.

## أعماله
- أجرة الخوف

## وصلات خارجية
- فولكو لولي على موقع IMDb (الإنجليزية)
- فولكو لولي على موقع الموسوعة البريطانية (الإنجليزية)
- فولكو لولي على موقع ألو سيني (الفرنسية)
- فولكو لولي على موقع أول موفي (الإنجليزية)
- فولكو لولي على موقع قاعدة بيانات الأفلام السويدية (السويدية)
- فولكو لولي على موقع قاعدة بيانات الفيلم (الإنجليزية)
- فولكو لولي على موقع كينوبويسك (الروسية)